# Schloss Istein (Dinghof)

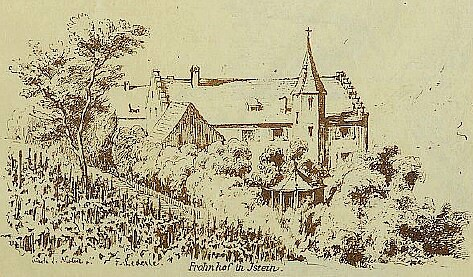
Dinghof Istein um 1874

Das Schloss Istein (Dinghof, Freyhof, Meygerhof, Meierhof, Freystedts Schlössli, Karlsruher Schlossgut, Schlossgut Istein) war ursprünglich der Dinghof des Basler Dompropstes, von dem aus dessen Besitzungen in Istein und Huttingen verwaltet wurden.

## Geschichte

### Dinghof des Basler Dompropstes (1139–1802)
Am 14. April 1139 wurde Istein erstmals als Curtim de Hiesten urkundlich erwähnt, als Papst Innozenz II. dem Fürstbistum Basel den Ort als Eigentum bestätigte. Es bleibt unklar, ob zunächst nur der alemannische Dinghof bestanden hat oder zuvor schon eine keltische oder römische Besiedelung vorhanden war. Als erste Inhaber des Dinghofs werden die Herren von Rötteln angesehen. Da in einer Urkunde Kaiser Heinrichs III. vom 1. Juni 1048 bei den bestätigten Besitztümern des Bistums der Ort Istein noch nicht auftaucht, muss der Übergang von den Röttlern an Basel zwischen 1048 und 1139 erfolgt sein. Da Dietrich von Rötteln 1103 vom Basler Bischof, Burkhard von Fenis, zum Schirmvogt der rechtsrheinischen Besitzungen des Bistums Basel ernannt wurde, wird angenommen, dass im Gegenzug zur Übertragung des Isteiner Dinghofs an das Domkapitel, dieser den Röttlern die Schirmvogtei übertragen hat – der Dinghof also 1103 an das Domkapitel kam. Im 13. Jahrhundert war in den Bistümern generell eine Entwicklung zu verzeichnen, die zur Trennung der Güter der Bischöfe von jenen der Mitglieder der Domkapitel führte. Letztlich wurden den einzelnen Funktionsträgern im Domkapitel eigene Güter zur Nutzung zugewiesen. Der Isteiner Dinghof kam so zur Ausstattung des jeweiligen Dompropstes. Der älteste Berain der Güter des Dinghofes von 1483 führt 11 Hufen auf. Die Fläche sämtlicher zum Dinghof gehörigen Güter wurde für das 15. Jahrhundert auf 155 Jucharten Ackerland und 52 Mannwerke Reben geschätzt.
Vögte des Dinghofs und des Ortes blieben die Herren von Rötteln und danach die Markgrafen von Hachberg-Sausenberg. Ab 1503 wurde diese Funktion vom bischöflichen Vogt im Birseck und später vom Landvogt in Schliengen wahrgenommen.
Johann Rudolf von Hallwyl wurde 1504 Dompropst und damit Inhaber des Dinghofs in Istein. 1505 wurden in einem Vertrag zwischen ihm und dem Basler Bischof Christoph von Utenheim die landesherrlichen Rechte des Bischofs von den grundherrlichen Rechten des Dompropstes im Detail abgegrenzt.
Der Dinghof wurde ab 1566 durch den neu ernannten Meier des Dinghofs und bischöflichen Burgvogt von Binzen, Marx von Jestetten, neu aufgebaut und mit einer Mauer umgeben. 1591 folgte ihm sein Sohn Hans Kaspar in diesen Funktionen. 1601 kam der Hof an Hans Christoph Schenk von Castell als Lehen des Dompropstes. 1687 fiel das Lehen an den damaligen Dompropst, Johann Heinrich Franz von Flachsland, zurück, da die Erben minderjährig waren und sich aus der Familie niemand bereit fand den heruntergekommenen Dinghof zu übernehmen. Er und Franz Heinrich von Hertenstein, der 1695 seine Nachfolge antrat, erweiterten den Dinghof durch Landzukäufe. Im 18. Jahrhundert wurden die Güter des Dinghofes einerseits an wechselnde Familien verpachtet und andererseits teilweise durch Taglöhner des Dompropstes unter Aufsicht des Meiers für diesen bewirtschaftet. Ende des 18. Jahrhunderts brannte der Dinghof ab und wurde erst nach dem Kauf durch von Freystedt wieder aufgebaut.

### Übergang an das Kurfürstentum Baden (1802)
1803 fiel der Dinghof durch die Säkularisation des Fürstbistums Basel an das durch den Reichsdeputationshauptschluss neu geschaffene Kurfürstentum Baden. Die provisorische militärische Besitznahme von Istein erfolgte bereits am 24. September 1802; die provisorische Zivilbesitznahme durch Baden erfolgte schon am 30. November 1802. Von 1802 bis 1811 wurde der Dinghof von der geistlichen Verwaltung in Lörrach bewirtschaftet. Die Güter waren beim Übergang an Baden in sehr schlechtem Zustand. Die Einkünfte dienten hauptsächlich zur Zahlung der Pensionen, die Baden an die Mitglieder des Domkapitels und an den ehemaligen Fürstbischof Franz Xaver von Neveu zahlen musste.

### Landgut der Freiherren von Freystedt (1811–1917)
1811 kaufte Karl von Freystedt – ein Enkel des badischen Großherzogs Karl Friedrich – den Dinghof, zu dem auf Isteiner Gemarkung hauptsächlich Rebberge und auf Huttinger Gemarkung Äcker gehörten.
1829 wurde auf der Höhe des Isteiner Klotzes aus Anlass eines Besuches von Stéphanie de Beauharnais, der Witwe des Großherzogs Karl ein Belvedere errichtet. Am 2. Mai 1845 erhielt das Schlossgut Istein von Großherzog Leopold den rechtlichen Status eines Stammgutes zugesprochen.
Für den Weiterbau der Eisenbahn von Schliengen Richtung Basel wurde auch Rebland des Schlossgutes enteignet. Nachdem die Bahnlinie hier im November 1848 in Betrieb gegangen war, wurde 1850–1853 auch die Straße um den Klotzen angelegt, womit ein Wunsch Freystedts erfüllt wurde. Die Rheinbegradigung veränderte die Landschaft um Istein stark.
Heinrich von Freystedt war ein passionierter Reiter, der sich auch der Pferdezucht widmete. Seinen Ruhestand verbrachte er teilweise in Karlsruhe und teilweise auf seinem Gut in Istein, wo er 1850 den ehemaligen Dinghof des Domkapitels Basel zu einem Schlösschen mit Parkanlage ausbaute.
Der Großherzogliche Oberhofmarschall Freiherr Leopold von Freystedt schenkte sein auf den Gemarkungen Istein und Huttingen, gelegenes, über 28 Hektar umfassendes Gut samt Wohn- und Ökonomiegebäuden der Stadt Karlsruhe zu Eigentum und zum Besitz mit Wirkung vom 1. Januar 1917 „zur Linderung von infolge des Krieges entstandener Not“.

### Die Stadt Karlsruhe und der Landkreis Lörrach (1917–2007)

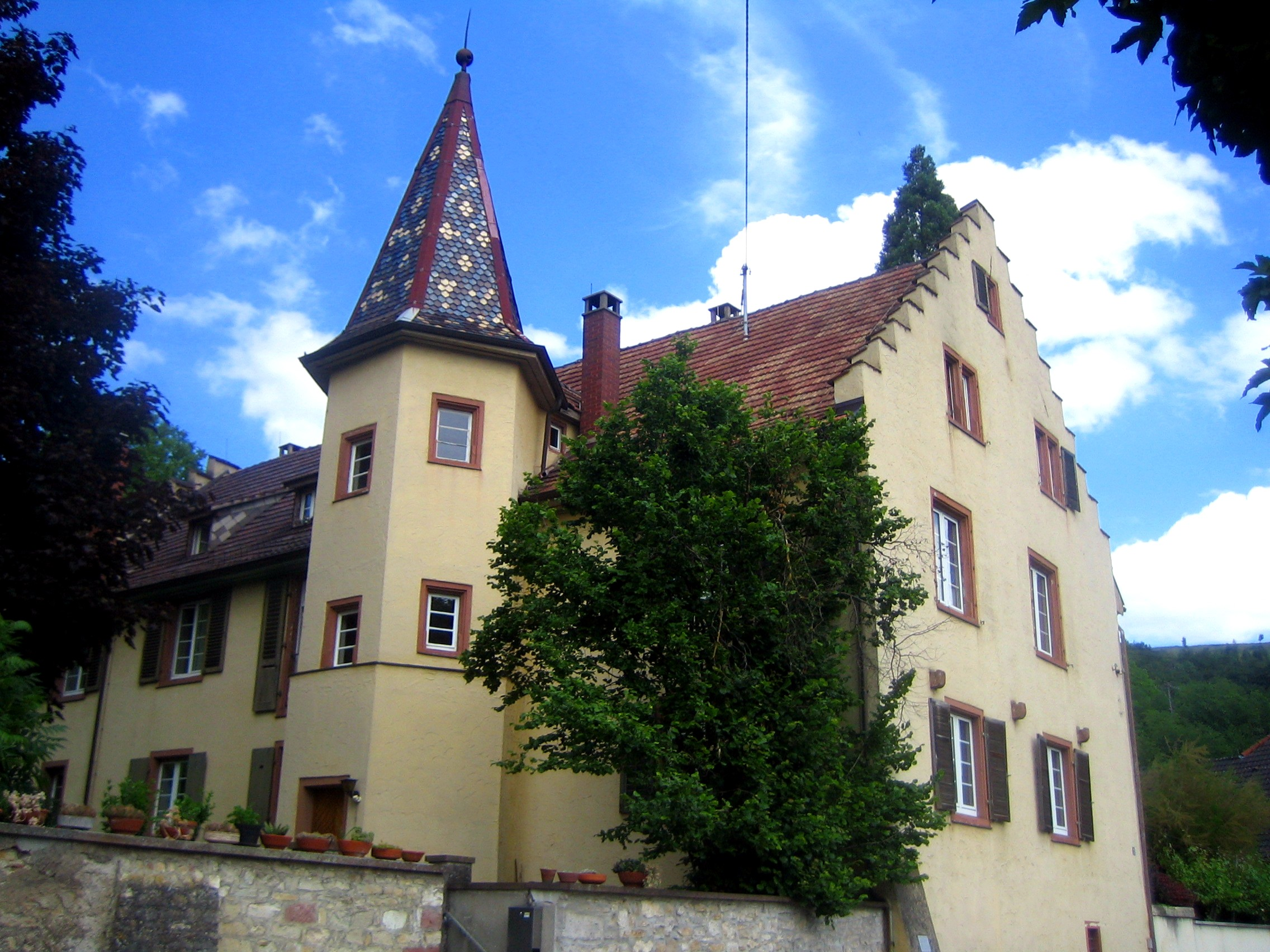
Schlösschen der Freiherren von Freystedt in Istein

Die Stadt Karlsruhe setzte auf dem Gut einen Verwalter ein und versuchte das Gelände in erster Linie als Reb- und Obstgut zu nutzen. Im Zweiten Weltkrieg wurde das Gut schwer beschädigt, was den Karlsruher Gemeinderat erneut veranlasste, die Rentabilität des Gutes in Frage zu stellen.
Mit Kaufvertrag vom 22. Dezember 1953 verkaufte die Stadt Karlsruhe das Gut an den Landkreis Lörrach. 2007 verkaufte der Landkreis Lörrach das Schlossgut, das seither als privates Weingut genutzt wird.

### Privates Weingut seit 2007
2015 gehörte der als Schlossgut Istein GmbH geführte Betrieb der Royal Vinum GmbH mit Eigentümer Herbert Faubel. Die Trauben des ebenfalls zur Royal Vinum gehörigen Weinguts Emil Marget in Hügelheim werden auch im Schlossgut Istein verarbeitet.

## Fonds Schlossgut Istein
Der Verkaufserlös von 2007 (1 Million EUR) wurde in den Fonds Schlossgut Istein eingebracht, dessen Erträge der regionalen Kulturförderung dienen.
Finanzielle Unterstützung können seit 2009 sowohl Eigenprojekte des Landkreises wie auch Vorhaben Dritter erhalten.
Die Projektförderung beläuft sich jährlich auf 8000 bis 20000 Euro.
2018/19 wurde z. B. die Digitalisierung der Publikationen des Geschichtsvereins Markgräflerland gefördert.